# Führer-Begleit-Bataillon
Führer-Begleit-Bataillon – batalion militarnej eskorty wodza – Adolfa Hitlera – w czasie II wojny światowej.

## Historia
Przed rozpoczęciem wojny Hitlera ochraniały dwie formacje:
- policyjna – Biuro I Reichssicherheitsdienst – (Abt. I/RSD) pod dowództwem SS-Gruppenführera Johanna Rattenhubera, od „SS-Begleitkommando des Führers” (pol. Oddział Eskorty Wodza),
- militarna – Leibstandarte SS Adolf Hitler – (LSSAH) pod dowództwem SS-Obergruppenführera Josefa „Seppa” Dietricha.

Jeszcze w 1938 uwagę Hitlera zwróciła postać pułkownika Erwina Rommla, wykładowcy akademii wojskowej w Poczdamie. Pod wpływem lektury książki Rommla Piechota atakuje (niem. Infanterie greift an), były piechur Hitler nabrał do niego szacunku i w czasie aneksji Czech po raz pierwszy powierzył mu ochronę bezpieczeństwa swojej osoby.
Po wybuchu II wojny światowej, Adolf Hitler, z wyjątkiem małego pododdziału eskorty, wysłał swoje Leibstandarte SS na front przeciwko Polsce. Równocześnie ponownie zwrócił się w kierunku Rommla i mianował go dowódcą swojej Głównej Kwatery Wodza, a także powierzył mu dowództwo nowego, dopiero co organizowanego oddziału swojej eskorty.
W ten sposób powstał Batalion Eskorty Wodza (niem. Führer-Begleit-Bataillon). W 1940 Rommel awansował i objął dowództwo 7. Dywizji Pancernej, natomiast FBB wspólnie z RSD ochraniały Hitlera aż do jego końca w Berlinie 29 kwietnia 1945.